# Ponori Thewrewk István
Ponori Thewrewk István (Pest, 1863. július 28. – Budapest, 1931. március 11.) író, hírlapíró. Nevét Thewrewk Istvánként is hordta.

## Családja
Szülei Ponori Thewrewk Emil és Matlekovits Jozefa, nagyapja Ponori Thewrewk József.

## Életpályája
A gimnazium nyolc osztályát Pesten végezte, majd az egyetemen bölcseleti szakot. Tehetséges zongorista volt, ezért a zenei pályára akart lépni. Vidéki hangversenyein magyar dalok előadásával nagy sikereket aratott.
Az egyetem elvégzése után vidékre, Szegedre, Aradra, Békéscsabára, került újságírónak, majd Nagyváradon és Győrött működött, mint az ottani hírlapok munkatársa és felelős szerkesztője. Az újságírásnál azonban jobban vonzotta a széppróza. 1897-ben a győri tankerületi főigazgatósághoz nevezték ki tollnoknak. Súlyos betegsége miatt azonban, ami már évek óta kínozta, meg kellett válnia hivatalától és az írói pályától. Tüdőgyulladásban hunyt el 68 éves korában.

## Művei
- Azok a lányok! Jankó János rajzaival, Budapest, 1885. (Elbeszélések, Koszorú 1885. 1. sz.).
- Mosolygó kisasszonyok, Budapest, Kiadta: Robicsek Zsigmond. Rajzokkal Pataky Lászlótól, 1886. (Egyetértés 52. sz.).[3]
- Budapesti élet,  Tárcacikkek, 1887.
- A mamák, Elbeszélések, 1889.
- Mátyás király életrajza, Kolozsvár, 1889. Két képpel illusztrálva.
- Modern élet. Tárcacikkek, Arad, 1891.
- József főherczeg. Budapest, 1893. Rézmetszetszetekkel és fényképekkel.
- Nincsenek többé leányok! Elbeszélések. Budapest, 1895.
- László főherczeg életéből. Budapest, 1896. Arcképpel, képekkel és kézirathasonmásokkal.
- László főherczeg élete, Budapest, 1896.
- Az inggomb. Monológ. Budapest, 1896. (Monologok 59.).
- Az édesatyám, Nagyvárad, 1900.

## Hírlapírás
Hírlapíró pályafutása során cikkeket, kisebb elbeszéléseket, írt a következő hírlapokba: 
- Magyarország és a Nagyvilág (az 1870-es évek végén),
- Képes Családi Lapok (1881-82., 1885., 1889., 1893.
- József főherczeg mint szakács), Pesti Hirlap (1882. 282. Petőfi érdemkeresztje).
- Arad és Vidéke (1890. I., rajzok, tárczák),
- Alföld (1892. 1. sz. Csiky Gergelyhez az édes atyja),
- Ország-Világ (1895. rajza),
- Nemzeti Ujság (1896. 39. sz. Egy budapesti zongoraművész: Deutsch Willy),
- Felvidék (1899. 12. Perosi),
- Uj Század (1899. 10. sz. Petőfi háziúr),
- Magyar Géniusz (1892. 11. sz. Bartók Lajos),
- Nagyvárad (1899. 309. Irodalmi sikerek: Bródy Sándorról),
- Nagyváradi Napló (1900. 19. Magyar zene, 112. Munkácsy-képek Nagyváradon, 1901. 77. Gárdonyi Géza),
- Mosonvármegye (1900. 1. sz. Jókai és az aradi nők),
- Vasárnapi Ujság (1901. József főherczeg a kisjenői vadászaton,
- 1904. 44. Magyarország elmebetegügye),
- Magyar Nemzet (1905. 144. József főherczeg és a czigányok).